# تک‌گروه
تک‌گروه یا هاپلوگروه (به انگلیسی: Haplogroup) مجموعه‌ای از هاپلوتیپ‌های مشابه هستند که دارای نیای مشترک و جهش‌های ژنی پلی‌مرفیسم تک‌نوکلئوتید هستند. جهش‌های ژنی را می‌توان به عنوان یک تک‌گروه در نظر گرفت. هر جهش یک هاپلوتیپ را تشکیل می‌دهد که از مجموع هاپلوتیپ‌های مشابه یک هاپلوگروه یا تک‌گروه ایجاد می‌شود. به عبارتی، اگر دو یا سه جهش در ژنها صورت بگیرد، می‌توان این جهش‌ها را در یک هاپلوگروه به صورت هاپلوگروه C ,B ،A و… قرار داد.

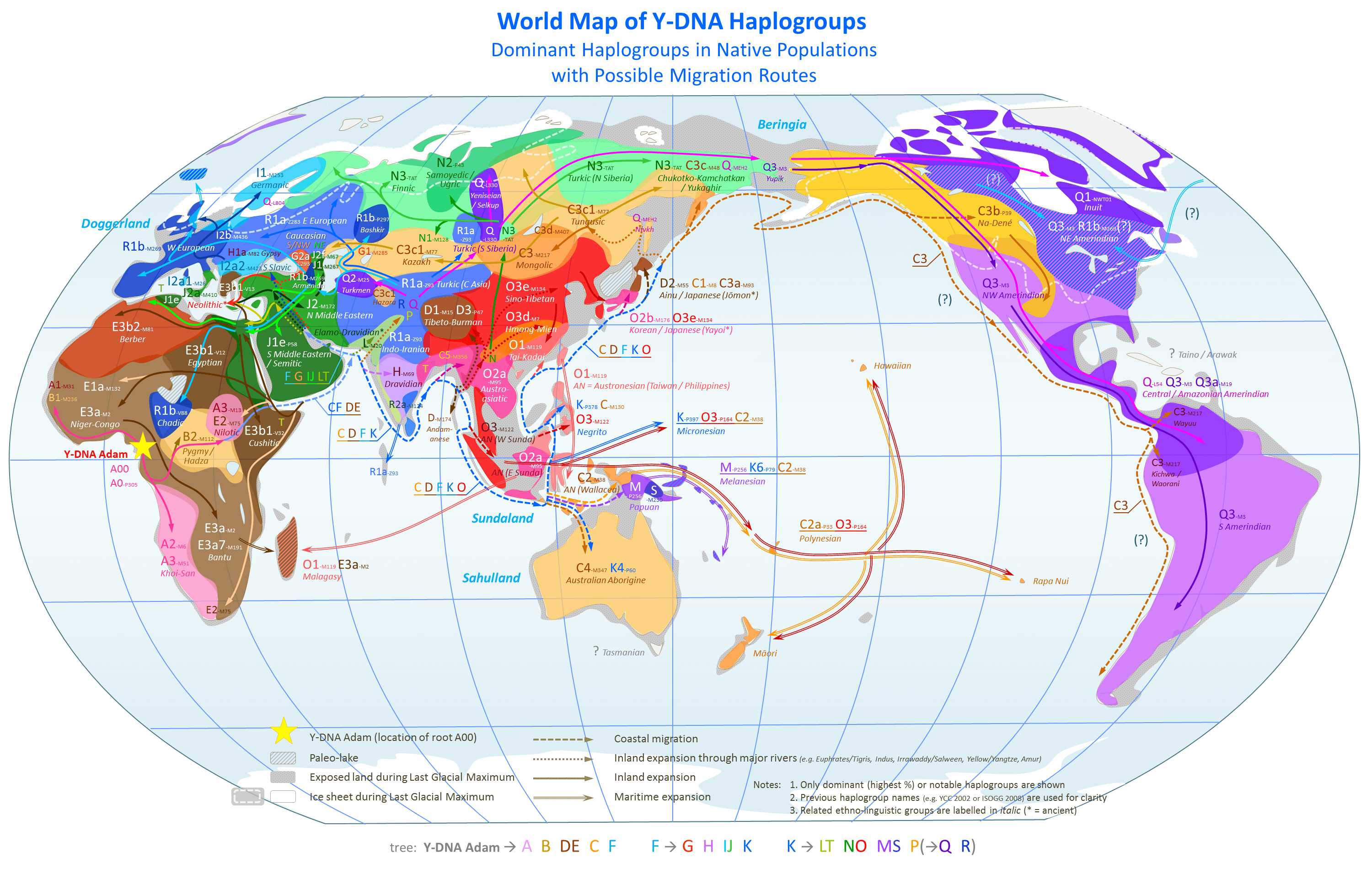
نقشه هاپلوگروه‌های Y-DNA از جهان

تک‌گروه‌ها شاخه‌ای از دانش ژنتیک انسانی هستند و هر تک‌گروه مطابق با مهاجرت‌های اولیهٔ بشر به قاره‌ها یا مناطق جغرافیایی مختلف است. در ژنتیک انسانی، تک‌گروه‌هایی که بیشترین پژوهش روی آنها انجام گرفته شده تک‌گروه‌های دی‌ان‌ای کروموزومِ Y (که از پدر به پسر منتقل می‌شوند) و تک‌گروه‌های دی‌ان‌ای میتوکندری (که از مادر به فرزندان منتقل می‌شوند) هستند. به بیانی دیگر Y-DNA صرفاً در امتداد خط پدری، از پدر به پسر منتقل می‌شود، در حالی که mtDNA از خط مادری، از مادر به فرزندان هر دو جنس منتقل می‌شود. هیچ‌کدام دوباره ترکیب نمی‌شوند و بنابراین Y-DNA و mtDNA تنها با جهش تصادفی در هر نسل تغییر می‌کنند و هیچ آمیختگی میان مواد ژنتیکی والدین وجود ندارد.
هر هاپلوگروپ از یک هاپلوگروپ (یا پاراگروپ) پیشین سرچشمه می‌گیرد و بخشی از آن باقی می‌ماند. به این ترتیب، هر گروه مرتبط از هاپلوگروپ‌ها را می‌توان دقیقاً به عنوان یک سلسله مراتب تودرتو مدل کرد، که در آن هر مجموعه (هاپلوگروپ) نیز زیرمجموعه ای از یک مجموعه گسترده‌تر است (در مقابل، مدل‌های دو والدینی، مانند درختان خانواده انسان). .
هاپلوگروه‌ها معمولاً با یک حرف اولیه الفبا شناسایی می‌شوند و اصلاحات شامل ترکیب‌های اعداد و حروف اضافی است، مانند (به عنوان نمونه) A → A1 → A1a.

## فهرست و شرح هاپلوگروه‌ها
- تک گروه J
  - J1: عرب‌ها و سامیان نیز در یمن، عربستان، اسرائیل، کمی در ترکیه، بین شمال آذربایجان و جنوب روسیه، کمی و در پاکستان، در غرب ایران به نسبت ۸٪ هست (مرتبه سوم).[۱] در بحرین در میان اعراب و اعراب هوله رایج است.[۲] این هاپلوگروپ امروزه با فراوانی قابل توجهی در بسیاری از مناطق درون یا نزدیک به شبه‌جزیره عربستان و غرب آسیا یافت می‌شود. خارج از قاره بومی آن، آسیا، این هاپلوگروپ با فراوانی بسیار بالایی در سودان دیده می‌شود. همچنین با فراوانی بالا ولی به میزان کمتر در بخش‌هایی از قفقاز، اتیوپی و بخش‌هایی از شمال آفریقا و در میان بیشتر مردم شام، از جمله گروه‌های یهودی، یافت می‌شود.
- J2: یک هاپلوگروه کروموزوم Y است که زیرشاخه (شاخه) هاپلوگروپ J-M304 قرار دارد. تک گروه J-M172 در جمعیت‌های امروزی در آسیای غربی، آسیای مرکزی، آسیای جنوبی، جنوب اروپا، شمال غربی ایران و شمال آفریقا رایج است. گمان می‌رود که J-M172 احتمالاً در میان قفقاز، آناتولی (ترکیه) و غرب ایران سرچشمه گرفته باشد. شواهدی بر وجود این مردمان در این مناطق تا ۱۴ هزار سال قبل از میلاد موجود است آن‌ها از اولین مردمان شناخته شده هستند که کشاورزی می‌کردند.[۳][۴][۵] به‌طور کلی به ویژه در اینگوش، آذربایجان، ایران، آسیای مرکزی، روسیه، قزاقستان، آسیای کوچک، مدیترانه، اروپا، کردستان و یونان. در بحرین در میان مکانهای عجم‌ها و بحرانیان رایج است (و این بالاترین هاپلوگروپ در بحرین به خصوص در استان شمالی و پایتخت است).[۲] بالاترین هاپلوتایب در ایران پس از R1.[۱] این هاپلوتیپ مرتبط به نژادهای ایران مانند لرها و برخی از کردها، و مردم مازندرانی.
- L: نژادی بسیار قدیمی که منشأ آن جنوب آسیا است و در بین دراویدی‌ها، به‌ویژه هندواروپایی‌ها، بلوچ‌ها، سیاهان و برخی از عرب‌زبانان پخش شده است.[۶][۷]
- Q: ترک‌ها، استان گلستان، خراسان و اصفهان.[۶][۷]
- E: رمز ژنتیکی که بین ساکنان اروپا، اسپانیا و پرتغال، اواسط و شمال فارس، کردستان، حبشه، مصر، سودان، ترکیه، بالکان و سرزمین‌های سامی وجود دارد و تصور می‌شود منشأ آن نوبه یا حبشه باشد.[۶][۷]
- R1: نژاد هندواروپایی‌ها از هند تا اروپا و برخی از مناطق آفریقا، شمال عراق و مدیترانه امتداد دارند. بالاترین هاپلوتایب در ایران.[۱]
  - R1a: بیشتر در اروپای شرقی، آسیای مرکزی، و آسیای جنوبی یافت می‌شود و در میان جمعیت‌های اسلاو زبان مانند روس‌ها، لهستانی‌ها و اوکراینی‌ها، و همچنین در برخی گروه‌های آسیای جنوبی مانند پشتون‌ها و برخی از برهمن‌های شمال هند بسیار فراوان است. این هاپلوگروپ به گسترش مردمان هندواروپایی‌زبان در این مناطق مرتبط است. R1a نشان‌دهنده یک تبار ژنتیکی متنوع است که به دلیل مهاجرت‌های تاریخی به‌طور گسترده‌ای گسترش یافته و طیف گسترده‌ای از گروه‌های قومی را در سراسر اروپای شرقی، آسیای مرکزی، و آسیای جنوبی شامل می‌شود.
  - R1b: رایج‌ترین گروه کروموزوم Y در اروپای غربی است و در جمعیت‌هایی مانند اسپانیا، فرانسه، بریتانیا، ایرلند، و ایتالیا بسیار فراوان است. این هاپلوگروپ همچنین در مقیاس‌های پایین‌تر در اروپای شرقی، خاورمیانه، آسیای مرکزی و بخش‌هایی از آفریقا یافت می‌شود. هاپلوگروپ R1b به گسترش زبان‌های هندواروپایی و مهاجرت جمعیت‌های باستانی مانند سلت‌ها و قبایل ژرمنیک مرتبط است. به همین دلیل، R1b در میان طیف وسیعی از گروه‌های قومی، از جمله باسک‌ها، ایرلندی‌ها، ولزی‌ها، و بسیاری از جمعیت‌های اروپای غربی حضور دارد.
- R2
- T: رایج در میان حامی‌ها، حبشی‌ها، مصری‌ها و آذری‌ها.
- B: نژادی که بین سیاه‌پوستان و رنگین‌پوستان وجود دارد، کولی‌ها، و در مناطق هرمزگان، الجزایر، بوشهر، خوزستان، سیستان و بلوچستان، و به مقدار کمی در فارس یافت می‌شود و به زبان‌های فارسی، عربی و بلوچی صحبت می‌کنند.
- C: رایج در میان مغول‌ها، کره ای‌ها و مردمان ترک
- E1b1a: مرتبط به آفریقایی‌ها و سیاه پوستان.[۲]
- E1b1a: مرتبط به شمال آفریقا و شاخ آفریقا.[۲]
- E2
- G: مشترک بین ایرانیان و مردم اروپا، قفقاز، یونان، ایتالیا و گرجستان.
- H: دراویدی‌های هند، پاکستان، سیستان و بلوچستان.

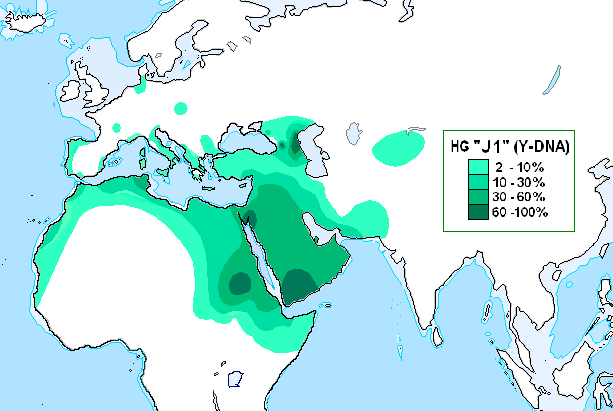
انتشار هاپبلوگروه J1 یا J-M267 (در میان اعراب یمن و عربستان بسیار بالاست و کمی در ایران وترکیه و بشخی از شمال آفریقا)
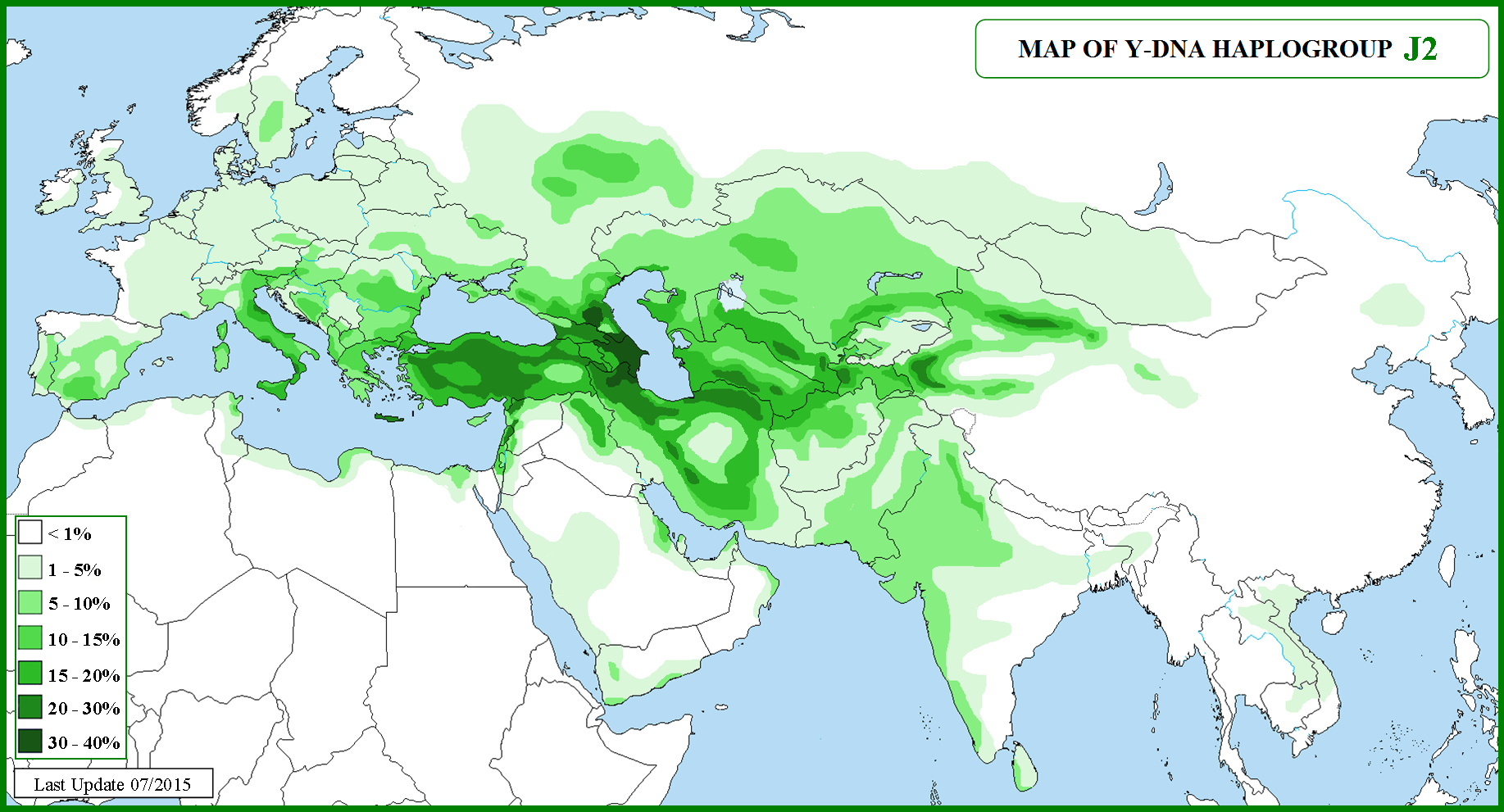
انتشار هاپبلوگروه J2 یا J2-M172
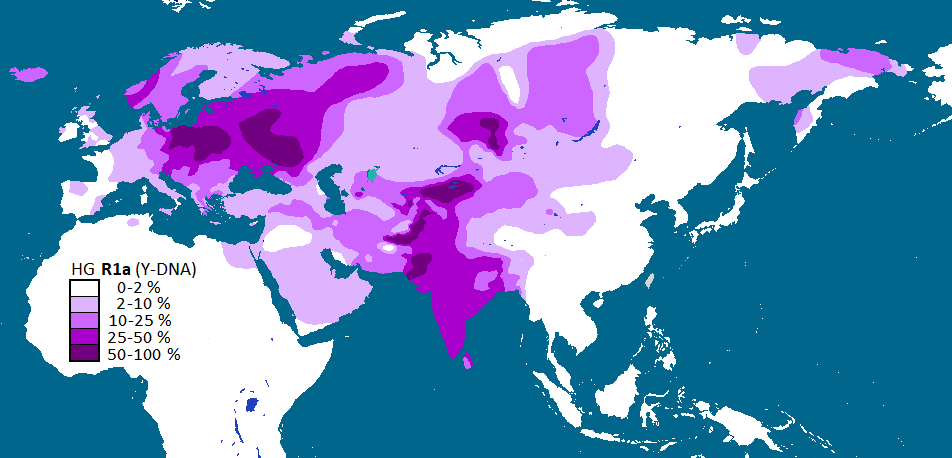
انتشار هاپبلوگروه R1a یا R-M420
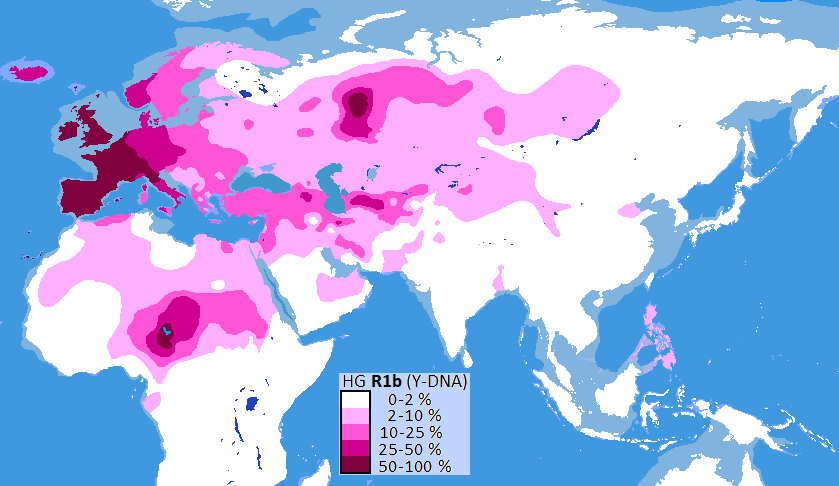
انتشار هاپبلوگروه R1b یا R-M343
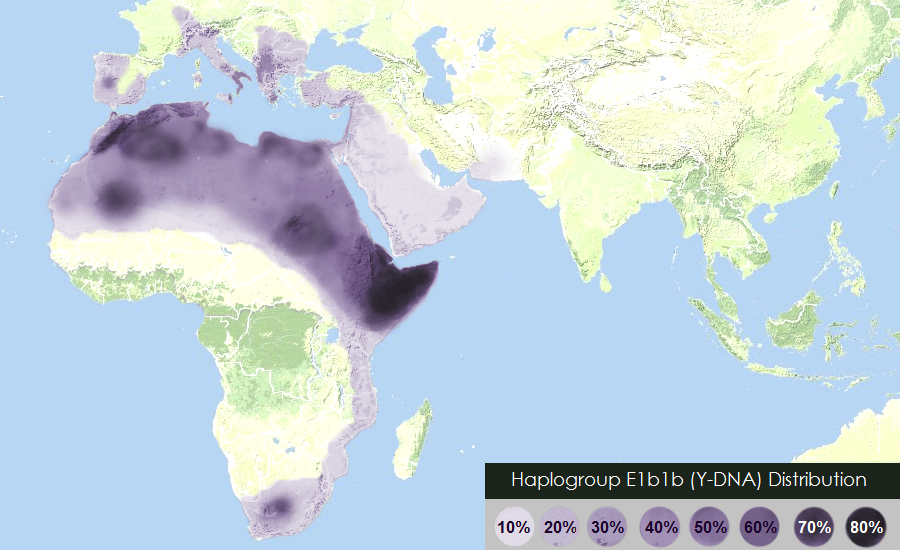
انتشار هاپبلوگروه E1b1b یا E-M215

## شکل‌گیری تک‌گروه
میتوکندری‌ها اندامک‌های کوچکی هستند که در سیتوپلاسم سلول‌های یوکاریوتی، مانند سلول‌های انسان، قرار دارند. عملکرد اصلی آن‌ها تأمین انرژی برای سلول است. اعتقاد بر این است که میتوکندری‌ها بازماندگان کاهش یافته باکتری‌های همزیستی هستند که زمانی به صورت آزاد زندگی می‌کردند. یکی از نشانه‌های اینکه میتوکندری‌ها زمانی به صورت آزاد زندگی می‌کردند این است که هر یک دارای DNA دایره‌ای به نام DNA میتوکندریایی (mtDNA) هستند که ساختار آن بیشتر شبیه به باکتری‌ها است تا موجودات یوکاریوتی (به نظریه همزیستی داخلی مراجعه کنید). اکثریت غالب DNA انسان در کروموزوم‌های هسته سلول قرار دارد، اما mtDNA یک استثنا است. فرد سیتوپلاسم و اندامک‌های موجود در آن را منحصراً از تخمک مادری به ارث می‌برد؛ اسپرم فقط DNA کروموزومی را انتقال می‌دهد و تمامی میتوکندری‌های پدری در اووسیت هضم می‌شوند. وقتی جهشی در یک مولکول mtDNA رخ می‌دهد، این جهش به‌طور مستقیم از خط مادری به ارث می‌رسد. جهش‌ها تغییراتی در بازهای نیتروژنی توالی DNA هستند. تغییرات منفرد از توالی اصلی به عنوان پلی‌مورفیسم تک‌نوکلئوتیدی (SNPs) شناخته می‌شوند.
کروموزوم‌های Y انسانی، کروموزوم‌های جنسی مخصوص مردان هستند؛ تقریباً همه انسان‌هایی که کروموزوم Y دارند از نظر مورفولوژی مرد هستند. اگرچه کروموزوم‌های Y در هسته سلول قرار دارند و با کروموزوم‌های X جفت می‌شوند، اما فقط در انتهای کروموزوم Y با کروموزوم X بازترکیب می‌شوند؛ ۹۵٪ باقی‌مانده از کروموزوم Y بازترکیب نمی‌شود؛ بنابراین، کروموزوم Y و هر جهشی که در آن رخ می‌دهد، از طریق خط مستقیم مردی به ارث می‌رسد.
کروموزوم‌های دیگر، اتوزوم‌ها و کروموزوم‌های X (وقتی کروموزوم X دیگری برای جفت شدن با آن وجود دارد) ماده ژنتیکی خود را در طول میوز، فرایند تقسیم سلولی که گامت‌ها را تولید می‌کند، به اشتراک می‌گذارند. به‌طور مؤثر، این بدان معنی است که ماده ژنتیکی این کروموزوم‌ها در هر نسل ترکیب می‌شود، و بنابراین هر جهش جدیدی به‌طور تصادفی از والدین به فرزندان منتقل می‌شود.
ویژگی خاصی که هر دو کروموزوم Y و mtDNA نشان می‌دهند این است که جهش‌ها می‌توانند در یک بخش مشخص از هر دو مولکول انباشته شوند و این جهش‌ها در DNA ثابت باقی می‌مانند. علاوه بر این، توالی تاریخی این جهش‌ها نیز قابل استنباط است. به عنوان مثال، اگر مجموعه‌ای از ده کروموزوم Y (مشتق شده از ده فرد مختلف) دارای جهش A باشند، اما تنها پنج عدد از این کروموزوم‌ها دارای جهش دوم B باشند، پس باید نتیجه گرفت که جهش B بعد از جهش A رخ داده است.
علاوه بر این، همه ده فردی که کروموزوم با جهش A را دارند، از نسل مستقیم مردی هستند که اولین فرد حامل این جهش بوده است. اولین مرد حامل جهش B نیز از نسل مستقیم همین مرد است، اما همچنین جد مستقیم مردانی است که جهش B را دارند. مجموعه‌ای از جهش‌ها مانند این، تبارهای مولکولی را تشکیل می‌دهند. علاوه بر این، هر جهش یک مجموعه خاص از کروموزوم‌های Y به نام هاپلوگروه را تعریف می‌کند.
همه انسان‌هایی که جهش A دارند یک هاپلوگروه واحد را تشکیل می‌دهند، و همه انسان‌هایی که جهش B دارند بخشی از این هاپلوگروه هستند، اما جهش B همچنین یک هاپلوگروه جدیدتر (که زیرگروه یا زیرشاخه‌ای از آن است) را تعریف می‌کند که انسان‌هایی که فقط جهش A دارند به آن تعلق ندارند. هر دو mtDNA و کروموزوم‌های Y به تبارها و هاپلوگروه‌ها تقسیم می‌شوند؛ این‌ها اغلب به شکل نمودارهای درخت‌مانند نمایش داده می‌شوند.

### تک‌گروه‌های دی‌ان‌ای کروموزومِ Y انسانی
هاپلوگروه‌های DNA کروموزوم Y انسان (Y-DNA) با حروف A تا T نامگذاری می‌شوند و با استفاده از اعداد و حروف کوچک به بخش‌های کوچکتری تقسیم می‌شوند. نام‌گذاری هاپلوگروه‌های کروموزوم Y توسط کنسرسیوم کروموزوم Y تعیین می‌شود.
گروه‌های بدون جهش ژنی M168
- A
- B

گروه‌های با جهش ژنی M168
- D
- E
  - E1b1a
  - E1b1b

گروه‌های با جهش ژنی M89
- F
- G
- H
- IJK
- R
  - R1a
  - R1b